# Diabrotica viridans
Diabrotica viridans es una especie de insecto coleóptero de la familia Chrysomelidae.
Fue descrita científicamente en 1889 por Baly.